# 3Blue1Brown
3Blue1Brown은 그랜트 샌더슨(Grant Sanderson)이 만들고 운영하는 수학 유튜브 채널이다. 이 채널은 시각적 관점에서 고등 수학을 가르치는 것과 샌더슨이 "수학 발명"이라고 부르는 수학의 발견 및 탐구 기반 학습 과정에 중점을 두고 있다. 2023년 12월 기준 채널 구독자 수는 560만 명이다.